# Ezequiel Cisneros Cárdenas
Ezequiel Cisneros Cárdenas (Petatlán, Guerrero, 10 de abril de 1921 - Ibídem, 25 de febrero de 1979) fue un compositor mexicano. Su canción más conocida es el bolero Cerca del mar. 

## Semblanza biográfica
Sus padres fueron Wenceslao Cisneros Magaña y Jovita Cárdenas Salgado. Vivió en la colonia Barrio de la Hoja de su ciudad natal. Cursó la carrera de Medicina en la Universidad Nacional Autónoma de México, a pesar de no haber obtenido el título ejerció su profesión en Cuernavaca, Jojutla y Acapulco.
En 1936 compuso su primer bolero llamado Una eternidad. Su canción más conocida, Cerca del mar, la escribió en 1948, pero ésta alcanzó el éxito hasta 1960 al ser interpretada por el trío Los Dandys y más tarde por Los Santos y Los Duendes. Durante la administración del doctor Martín Heredia Merckley fue jefe de la oficina de Gobernación del Ayuntamiento de Acapulco, y posteriormente director de la Escuela de Educación Vial. Fue amigo del gobernador Alejandro Gómez Maganda y del poeta Manuel Salvador Leyva Martínez.
Escribió alrededor de 60 canciones, entre algunas otras de sus composiciones se encuentran Amor y fe, Déjame, El caracol, Esta noche te espero, La novia del mar, Manos de reina, No lloraré, Ometepecana, Oye compadre y Sulim. Varias de sus canciones, registradas a los hermanos Márquez, propietarios de la disquera Musart, aún se encuentran inéditas.  Llegó a componer algunas canciones en coautoría con Álvaro Carrillo. Es autor del poema Así soy, señor, el cual dedicó al Estado de Guerrero y a Petatlán.

## Premios y distinciones
- Palmas de Oro por la Unión de Reporteros Gráficos de Radio y Televisión.
- Reconocimiento de la Cruz Roja Mexicana por su participación en un maratón artístico celebrado en Acapulco.

En 1988, la calle donde nació en Petatlán fue renombrada en su honor. 